# Gustu
Gustu es un restaurante boliviano ubicado en el barrio de Calacoto de la ciudad de La Paz, sede de gobierno del país. Es uno de los restaurantes principales del chef danés Claus Meyer y sirve como su taller en la investigación y la integración de insumos únicamente bolivianos con base en conocimientos ancestrales de la comida en el país en la carta de comida del restaurante. El restaurante es conocido por su interpretación contemporánea y presentación de la cocina boliviana. Fue inaugurado en abril de 2012 y desde entonces ha logrado hitos importantes como ser elegido mejor restaurante nuevo de Sudamérica y mejor restaurante del Cono Sur en 2013.
El nombre proviene del idioma quechua que significa "sabor".
Parte de los chefs de Gustu han sido formados en Manq'a, una escuela gastronómica en El Alto inaugurada por Claus Meyer en 2014, cuyo objetivo es revalorizar las recetas tradicionales y los productos nativos bolivianos.

## Reconocimientos
Desde su inauguración en 2012, Gustu ha logrado hitos importantes como ser elegido mejor restaurante nuevo de Sudamérica y mejor restaurante del Cono Sur
por la revista digital especializada Como Sur en 2013, mientras que en 2014 recibió el mayor reconocimiento a un restaurante con menos de dos años de antigüedad al entrar en la lista de los 50 mejores restaurantes de Latinoamérica. En 2017 logró entrar dentro de los 30 mejores restaurantes de Latinoamérica con el puesto 28, premiado por LatAm 50 Best. En 2022, Gustu ganó el premio como el mejor restaurante de Bolivia, ocupando la posición 45 entre los mejores restaurantes de América Latina.
En 2024 fue reconocido nuevamente dentro de los mejores 50 restaurantes de América Latina, ocupando el puesto 38.